# Адамс, Артур (автор комиксов)
Артур Адамс (англ. Arthur Adams; род. 5 апреля 1963, Холиок, Массачусетс, США) — американский автор комиксов.

## Ранние годы
Адамс родился 5 апреля 1963 года в Холиоке. Его отец работал в ВВС США, из-за чего семья часто переезжала. Когда Артуру было пять лет, Адамсы поселилась в Калифорнии. Каждый месяц мать покупала Артуру комиксы в комиссионном магазине. Ему особенно нравились комиксы Marvel, из-за того, что в них были монстроподобные персонажи, такими как Существо, Халк и Леший.

## Личная жизнь
Адамс женат на художнице комиксов Джойс Чин, с которой познакомился на San Diego Comic-Con International в 1996 году. Они работали вместе над Xena: Warrior Princess #4 (январь 2000). По состоянию на 1997 год они жили в Портленде. Позже пара переехала в Сан-Франциско, а затем поселилась в Уолнат-Крик.
У Адамса нет любимого персонажа для рисования. Тем не менее, он не любит рисовать Карателя, потому что считает, что не умеет рисовать оружие. Его любимый фильм о Годзилле — «Годзилла против Мотры». Любимый цвет Адамса — зелёный.
Артур не верит в «какого-либо конкретного бога», как сам заявлял.

## Награды
- 1986 Russ Manning Most Promising Newcomer Award[10]
- 1988 Eisner Award — «Best Single Issue» за Gumby Summer Fun Special #1)[11]
- 2017 Inkpot Award[12]